# Andrew Hall
Andrew J. Hall (* 1951 in England) ist ein anglo-amerikanischer Hedgefonds-Manager, der die Warenterminhandelsgesellschaft Phibro LLC und seinen eigenen Hedgefonds Astenbeck Capital leitete. Im Jahr 2019 beschrieb die Financial Times ihn als den „erfolgreichsten Mineralölhändler seiner Generation.“ Er gilt als einer der bedeutenden Kunstsammler für deutsche und amerikanische Gegenwartskunst weltweit.

## Werdegang
Hall wuchs in Feltham im Westen von London auf und besuchte die Hampton Grammar School. Er studierte Chemie und erhielt in diesem Fach als akademischen Abschluss einen M.A. der Oxford University.
Nach seinem Universitätsabschluss 1973 in Oxford arbeitete Hall bei British Petroleum, wo er zuletzt als Vice President bei BP North America Trading in New York tätig war. 1982 wechselte Hall von BP zu Phibro Energy. Hier übernahm er 1991 die Energiesparte von Phibro und die Firma veränderte ihr Geschäftsfeld weg vom Transport von Gütern und hin zum Handel mit Derivaten. Hall wurde 1991 in das Leitungsgremium von Salomon Inc., der Muttergesellschaft von Phibro, berufen und wurde 1992 CEO von Phibro.
Salomon Phibron ging in den Anteilsbesitz der Citigroup über und Halls Boni zog beispielhaft die Kritik an der Bezahlung von Wall Street Managern vor dem Hintergrund der Bankenkrise auf sich. Citigroup verkaufte Phibro LLC an Los Occidental Capital in Los Angeles für 370 Millionen Dollar, wohl auch wegen dieser Vergütungsaffäre. Andrew Hall verdiente 2008 um die 100 Millionen Dollar im Jahr. Ebenfalls 2008 und noch unter Citigroup gründete er Astenbeck Capital Management, einen Hedgefonds, der mehr als $3.0 Milliarden einsammelte. Der Hedgefonds ist nach Astenbeck, ein Dorf bei Derneburg, benannt.
2017 kündigte Andrew Hall an, der Hauptfonds von Astenbeck Capital Management werde geschlossen.

## Kunstsammlung

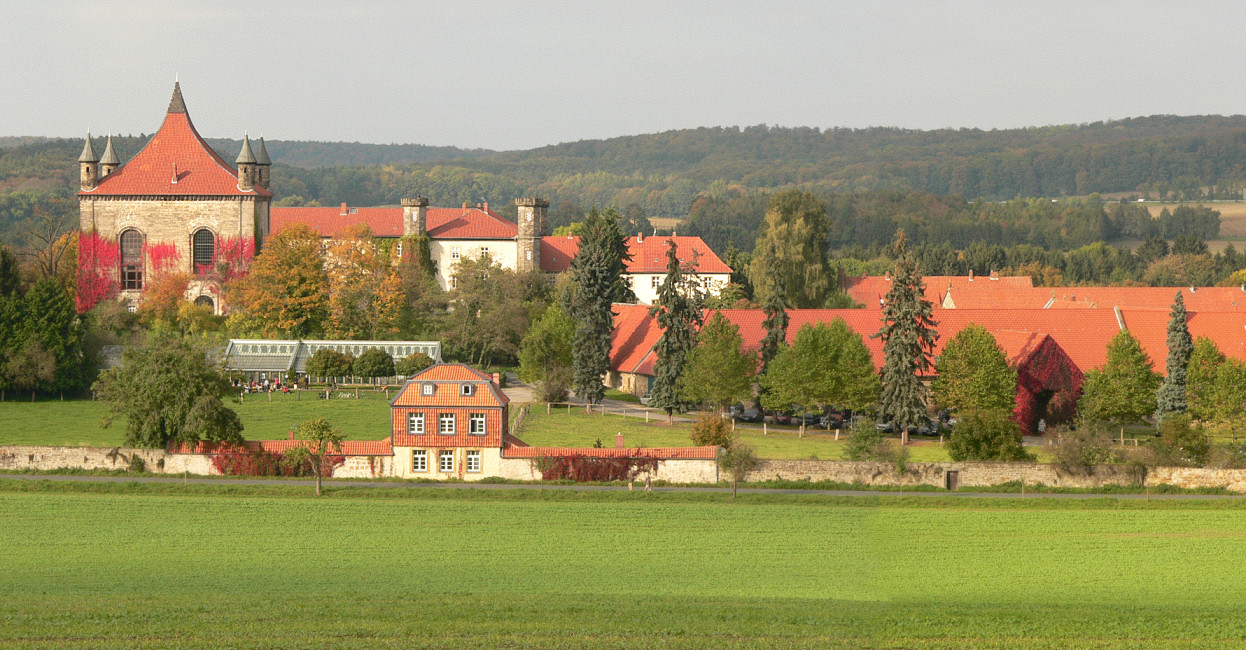
Schloss Derneburg

Andrew Hall und seine Ehefrau Christine sind international anerkannte Kunstsammler. Beide gründeten 2007 die Hall Art Foundation, deren Zielsetzung es ist, zeitgenössische Kunstwerke seit der Nachkriegszeit des Zweiten Weltkriegs aus dem eigenen Sammlungsbestand wie aus den Sammlungen von Mitgliedern der Familie Hall der interessierten Öffentlichkeit und auch zu Bildungszwecken zu zeigen.
Die Hall Art Foundation betreibt zwei eigene Museumsorte, die sich in Derneburg nahe Hildesheim und in Reading (Vermont) in den USA befinden. Daneben besteht seitens der Hall Art Foundation auch eine Ausstellungspartnerschaft mit dem Massachusetts Museum of Contemporary Art in North Adams (Massachusetts). Weiter arbeitet die Hall Foundation mit anderen öffentlichen Einrichtungen weltweit zusammen, um Ausstellungen zu konzipieren und diese mit Leihgaben aus Sammlungsbeständen ihres Zugriffs zu versorgen. Schloss Derneburg soll nach dem Willen der Initiatoren zu einem der größeren Museen für Gegenwartskunst und der Ort Derneburg zu einem Gesamtkunstwerk ausgebaut werden.